# Boller Moor und Lange Lohe
Boller Moor und Lange Lohe ist der Name eines Naturschutzgebietes in der niedersächsischen Gemeinde Drebber in der Samtgemeinde Barnstorf und der Stadt Diepholz im Landkreis Diepholz.
Das Naturschutzgebiet mit dem Kennzeichen NSG HA 156 ist 420 Hektar groß. Es liegt in der Diepholzer Moorniederung nördlich von Aschen zwischen Diepholz und Vechta. Im Norden wird es von der Dadau begrenzt. Im Nordosten grenzt es an das Naturschutzgebiet „Drebbersches Moor“.
Bei dem Naturschutzgebiet handelt es sich um ein Grünlandgebiet mit Nass- und Feuchtgrünland sowie Vermoorungen. Zum Zeitpunkt der Unterschutzstellung wurden Teile des Gebietes auch ackerbaulich genutzt. Die Ackerflächen sind heute überwiegend zu Grünlandflächen entwickelt worden, das Grünland wird extensiv genutzt.
Das Gebiet wird über die Dadau und den Moorkanal (Schwarze Riede) zur Hunte entwässert. Es steht seit dem 29. April 1992 unter Naturschutz. Zuständige untere Naturschutzbehörde ist der Landkreis Diepholz.